# Szent Ferenc legendája

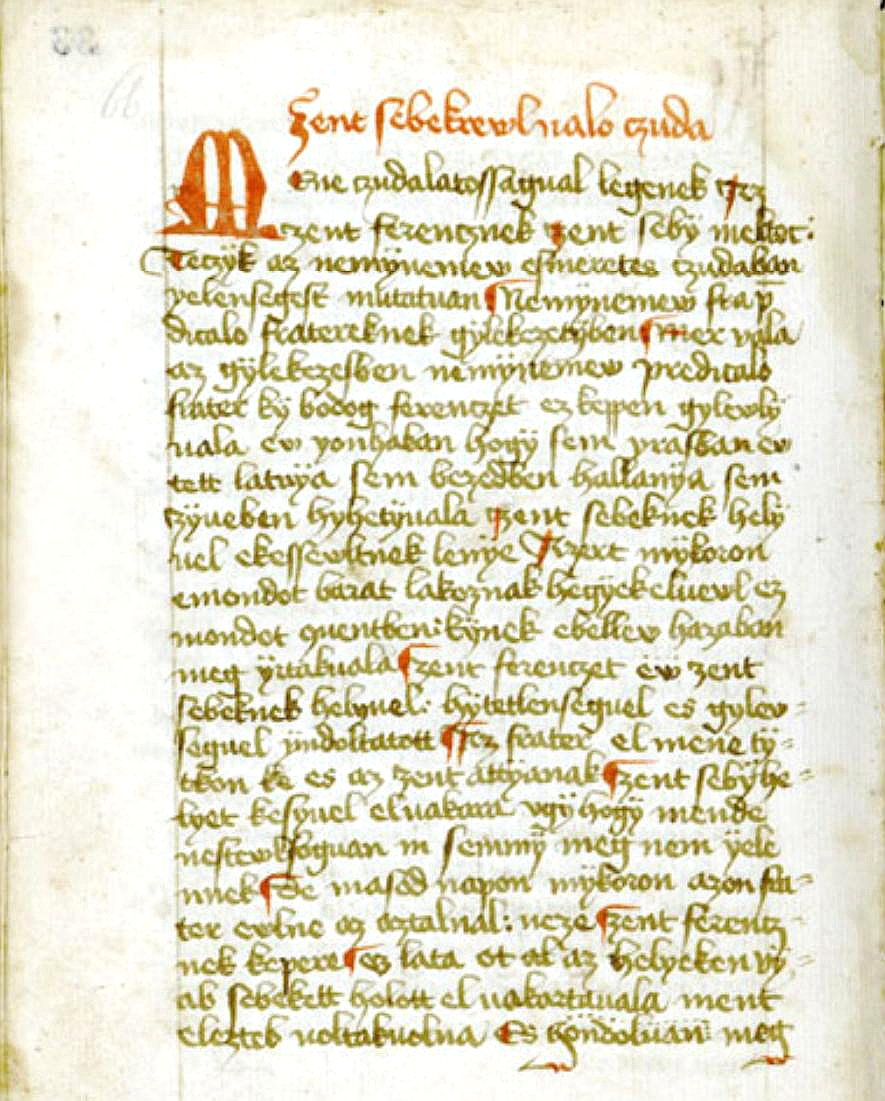
A legenda első oldala a Jókai-kódexben

A Szent Ferenc legendája a 14. századi magyar nyelvű irodalom egyik legértékesebb emléke, a középkori laikus-vallásos irodalom egyik (fennmaradt) gyöngyszeme. 1370 körül fordították le magyarra, szövegét egy 70 évvel későbbi kézirat, a Jókai-kódex őrzi. A Jókai-kódex az Országos Széchényi Könyvtárban található.
A legenda az egyháztól eltávolodó laikus szemlélet egyik emléke. Eredetijét is valószínűleg írni nem tudó apácáknak írhatták. Fontos a természet szeretetteljes megnyilvánulása, mely elsősorban a Szent Ferenc madárprédikációja legendarészletben érhető tetten. Ebben a részletben a középkor irodalmában teljesen újszerű jelenséget láthatunk, a madarak szabadságának gondolatát.
A legenda második része a gubbiói farkas megtérésről szóló novellisztikus részlet. Mikor Gubbio városát farkas támadta, Szent Ferenc megszólította az állatot, s csodás körülmények között rávette, hogy ne támadjon meg ezentúl se embert, se állatot, a városbéliek pedig ennek fejében megígérték, hogy etetni fogják. Az alku sikerét annak lehet tulajdonítani, hogy Szent Ferenc „farkas testvéremnek” szólítja az állatot többször is. Ez egyúttal következtetni enged a korabeli magyar retorika gyakorlatára.
Bár a legenda későbbi a Margit-legendánál, nyelvállapota jóval archaikusabb. A fordító nagyon ügyelt a latin nyelv szépségeinek visszaadására, ám a magyar nyelvre ráerőltette a latin szerkezeteket.